# Dani Stevens
Dani Stevens (dekliški priimek Samuels), avstralska atletinja, * 26. maj 1988, Fairfield, Novi Južni Wales, Avstralija.
Nastopila je na poletnih olimpijskih igrah v letih 2008, 2012 in 2016 v metu diska, najboljšo uvrstitev je dosegla leta 2016 s četrtim mestom. Na svetovnih prvenstvih je osvojila naslov prvakinje leta 2009 in srebrno medaljo leta 2017, na igrah Skupnosti narodov pa zlato in bronasto medaljo. 